# Randy Couture
Randy Duane Couture (Lynnwood, 22 juni 1963) is een Amerikaans voormalig MMA-vechter en worstelaar, gespecialiseerd in het Grieks-Romeins. Hij was zowel wereldkampioen lichtzwaargewicht als zwaargewicht bij de UFC en daarmee de eerste UFC-vechter met titels in meerdere gewichtsklassen.

## Carrière
Couture begon zijn carrière in de zwaargewicht divisie waar hij veel tegenstanders aankon ondanks dat hij vaak kleiner en lichter was dan zijn tegenstanders. Op deze manier kon hij op zijn rug gemanoeuvreerd worden door fysiek reusachtige tegenstanders als Josh Barnett en Ricco Rodriguez en had zo geen kans om te winnen.
Hij koos er in 2003 daarom voor om een aantal kilo's af te vallen en uit te komen in de lichtzwaargewicht categorie. Meteen kwam hij uit tegen een van de beste kickboksers bij de UFC: Chuck Liddell.
Couture bewees in dit beladen duel dat ook hij had geleerd met zijn vuisten om te gaan en de strafte de lange zwaaistoten van Liddell af door korte directe stoten. Ook de oersterke collega-worstelaar Tito Ortiz kon ronden lang niets anders doen dan incasseren tegen de toen al veertig jaar oude Couture. Het Braziliaanse bokstalent en zwarte bandhouder in Braziliaans jiu jitsu Vitor Belfort won de eerste confrontatie voor de lichtzwaar gewicht titel door een onfortuinlijk sneetje in het ooglid van The Natural. Toen Couture zijn rematch kreeg werd het een bloedig gevecht waarbij zelfs op het het notitieboekje van Mike Goldberg (een commentator van de UFC) bloed zat van Vitor Belfort en ook verscheidene camera's onder het bloed zaten zoals nog te zien is op beelden van dit gevecht. Couture eiste wederom de dominante rol bovenop zijn tegenstander en na ronden lang uitdelen de doktor de wedstrijd liet beëindigen, waarmee hij zijn titel terugwon.
In april 2005 vond de rematch plaats tussen Couture en Chuck Liddell. Couture kreeg al vroeg in het gevecht de duim van Liddell in zijn oog, maar ging door met de partij. Na ruim twee minuten werd Couture KO geslagen door The Iceman. Na de winst op de worstelaar Mike Van Arsdale nam Couture het op 2 februari 2006 voor de derde keer op tegen Chuck Liddell. In deze derde confrontatie verloor "The Natural" opnieuw, maar vestigde de aandacht op zich door aan te geven dat dit zijn laatste gevecht in the UFC was en zo leek een einde te komen aan de imposante vechtcarrière van Randy Couture. Hij was daarna wel actief als gymhouder en commentator.

### Comeback
Vlak voor UFC 67 kondigde Couture aan terug te keren als MMA-vechter. De voormalig zwaargewicht- en lichtzwaargewichtkampioen tekende een contract voor vier gevechten. Zijn eerste gevecht vond plaats voor de zwaargewichttitel tegen Tim Sylvia tijdens UFC 68 'Uprising'. Couture wist in het begin van de partij door te komen met stoten en ging verder op de grond tegen de langere en zwaardere Sylvia. Couture kon de partij niet binnen de vijf ronden van vijf minuten beslissen, maar won wel op unanieme beslissing en mocht zich UFC zwaargewichtkampioen noemen. Het was de vijfde maal in twee verschillende gewichtsklassen dat hij als uitdager een titel in handen kreeg.
Met het opnieuw winnen van de zwaargewichttitel was het echter niet genoeg voor de inmiddels 42 jaar oude Couture. Zijn uitdager werd Gabriël 'Napao' Gonzaga, een expert in het Braziliaans jiujitsu. Gonzaga had in zijn op UFC 70 voorgaande partij Mirko Filipović met een trap naar het hoofd verslagen. In de partij tijdens UFC 74 liet Couture zien moeite te hebben met het staande werk op afstand maar wist constant bij zijn tegenstander te komen en vanuit de clinch met korte stoten en ellebogen de titel aspiraties van Gonzaga te temperen. Ook wist hij de Braziliaan meerdere malen naar de grond te brengen waarmee bij een harde worp hij de neus brak van Napao die daardoor steeds meer moeite had met ademhalen. Zo kon 'the Natural' zijn titel behouden door in de derde ronden met stoten op de grond een technisch knock-out te forceren en zijn status als levende en doorvechtende legende voort kan zetten.
Na een conflict met de UFC en de wil om te vechten tegen Fedor Emelianenko kwam Couture meer dan een jaar niet in actie. Het conflict werd uiteindelijk bijgelegd en Couture kwam terug tijdens UFC 91. Hij verdedigde daar zijn titel tegen worstelaar Brock Lesnar die intussen een paar MMA-gevechten achter de rug had. Couture verloor het gevecht in de tweede ronde via technische knock-out en was zijn titel kwijt.

## Acteerwerk
Couture speelde in 2007 een bijrolletje in de komische film Big Stan als gevangene Carnahan. Ook had hij een redelijk grote rol in The Expendables uit 2010, een film die werd geproduceerd door Sylvester Stallone. Ook in het vervolg The Expendables 2 uit 2012 was hij te zien, hij speelde hier opnieuw het personage 'Toll Road'.